# Meunasah Puuk (Idi Rayeuk)
Meunasah Puuk is een bestuurslaag in het regentschap Aceh Timur van de provincie Atjeh, Indonesië. Meunasah Puuk telt 631 inwoners (volkstelling 2010).